# Мілько Антон Ігорович
Анто́н І́горович Мілько (14 травня 1988 — 16 серпня 2014) — український військовик, старший лейтенант Збройних сил України, командир танкового взводу 30-ї окремої механізованої бригади, учасник російсько-української війни.

## Життєпис
Народився 1988 року в місті Первомайськ (Луганська область). 2005 році закінчив загальноосвітню школу; з того ж року в Збройних Силах України. 2009 року закінчив Академію сухопутних військ імені гетьмана Петра Сагайдачного — за спеціальністю «Бойове застосування та управління діями танкових підрозділів».
З весни 2014 року брав участь в боях на сході України. 16 серпня 2014-го загинув у бою поблизу Лутугиного (село Червона Поляна).
19 серпня 2014-го похований в Новограді-Волинському. Вдома залишилися дружина та донька 2012 р.н.

## Нагороди та вшанування
- 14 листопада 2014 року за особисту мужність і героїзм, виявлені у захисті державного суверенітету та територіальної цілісності України, вірність військовій присязі під час російсько-української війни, відзначений — нагороджений орденом Богдана Хмельницького ІІІ ступеня (посмертно).[1]
- Його портрет розміщений на меморіалі «Стіна пам'яті полеглих за Україну» у Києві: секція 2, ряд 8, місце 37.
- Вшановується 16 серпня на щоденному ранковому церемоніалі вшанування українських захисників, які загинули цього дня у різні роки внаслідок російської збройної агресії[2]
- почесний громадянин Новограда-Волинського (рішенням Новоград-Волинської міської ради від 24.07.2020 № 1002; посмертно)[3]